# Black Star (música)
Black Star é uma canção de rock instrumental do guitarrista virtuoso sueco Yngwie Malmsteen gravada em 1984 no seu ábum debut Rising Force. A canção permanece como uma das mais populares de sua carreira, além de ser a base de seu setlist ao vivo. Em uma entrevista à Guitar World em 2008 , Malmsteen deu o seguinte depoimento: "Provavelmente tocarei "Black Star" até o dia de minha morte."
A primeira gravação dessa canção data de 1982, quando Malmsteen a deixou registrada em uma fita demo. O guitarrista conta, porém, que, desde sua juventude já tocava partes dessa música em shows: “Eu toco 'Black Star', ou variações dela, desde que era adolescente na Suécia. Eu costumava fazer improvisações muito longas e ininterruptas quando fazia shows locais em Estocolmo naquela época, e isso se desenvolveu a partir disso. Eu não sentei e escrevi as anotações; quando estou me sentindo inspirado, a música simplesmente flui de dentro de mim. Está na minha cabeça e nos meus ouvidos e flui dos meus dedos.”

## Prêmios e Indicações
Aparição em Rankings
A música constantemente aparece em listas de melhores, elaboradas por revistas e sites especializados.
| Ano  | Publicação                     | Ranking                                                   | Posição     | Ref.  |
| ---- | ------------------------------ | --------------------------------------------------------- | ----------- | ----- |
| 2011 | Revista Guitar World Magazine  | 100 melhores solos de guitarra                            | 36ª Posição | [ 7 ] |
| 2012 | Canal VH1                      | 20 melhores músicas instrumentais do Hard Rock e do Metal | 7ª Posição  | [ 8 ] |
| 2022 | Revista Guitar Player Magazine | 40 solos de guitarra mais importantes do Século XX        | 34ª Posição | [ 9 ] |

## Curiosidades
- Em 1986, a banda Racer X lançou o álbum "Street Lethal", que contém a faixa instrumental "Y.R.O." Trata-se de uma sigla para "Yngwie Rip-Off", pois tem semelhanças com a canção "Black Star", com uma linha de baixo quase idêntica.[10]